# Chrysobothris falli
Chrysobothris falli är en skalbaggsart som beskrevs av Van Dyke 1918. Chrysobothris falli ingår i släktet Chrysobothris och familjen praktbaggar. Inga underarter finns listade i Catalogue of Life.